# 梅棒
梅棒（ウメボウ）は、日本のダンスパフォーマンス集団。馴染みのあるJ-POPにのせて、ジャズダンスでストーリー性のある世界観を描く。

## 概要
日本大学芸術学部のジャズダンスサークル「BAKUの会」を母体として、2001年に結成。コンセプトは「踊りは気持ちだ！」。

## メンバー
| 加入世代       | 名前              | 備考 | 活動中 |
| -------------- | ----------------- | --- | ------ |
| 第一世代       | 今人 （リーダー） | - 伊藤 今人（イトウ イマジン） - 1983年1月14日 - - 役者として「ゲキバカ」にも所属 - イベントMCとしてMC IMAGINEの名でも活動 - コレオグラファーとして福井県のご当地アイドル「せのしすたぁ」の振付を担当 - 2025年、大阪・関西万博オープニングプログラムとしてEXPOホールで行われた主催者催事「Physical Twin Symphony」のクリエイティブチームで演出ディレクターを担当 | ○      |
| 第一世代       | うめ              | - 梅澤 裕介（ウメザワ ユウスケ） - 1982年2月25日 - - 役者として「オリオンズベルト」にも所属 | ○      |
| 第一世代       | しぇーねー        | - 飯野 高拓（イイノ タカヒロ） - 1983年1月5日 - - カメラマンとしても活動 | ○      |
| 第一世代       | トシヤ            | - 林 稔也（ハヤシ トシヤ） - 1981年10月28日 - | -      |
| 第二世代       | つる              | - 鶴野 輝一（ツルノ コウイチ） - 1984年2月6日 - - コレオグラファーとして「東京パフォーマンスドール」の振付を担当 | ○      |
| 第二世代       | としょ            | - 遠山 晶司（トオヤマ ショウジ） - 1983年11月26日 - - 役者やクラウンとしても活動 | ○      |
| 第三世代       | マコト            | - 遠藤 誠（エンドウ マコト） - 1984年7月1日 - - ジャパンアクションエンタープライズ所属 | ○      |
| 第四世代       | TAKUYA            | - 塩野 拓矢（シオノ タクヤ） - 1980年5月18日 - - 埼玉大学ストリートダンスサークルAfter Beat Club 出身 - コレオグラファーとしてヒップホップアイドル「lyrical school」や「東京パフォーマンスドール」の振付を担当 - 妹はYumiko | ○      |
| 第五世代       | 竜彦              | - 櫻井 竜彦（サクライ タツヒコ） - 1982年2月18日 - - 役者としても活動 | ○      |
| 第五世代       | KAZUYA            | - 楢木 和也（ナラキ カズヤ） - 1986年5月10日 - - 早稲田大学ジャズダンスサークルOasis 出身 - 「Dance Company MKMDC」にも所属 | ○      |
| 第六世代       | Hiromi            | - 大村 紘望（オオムラ ヒロミ） - 1984年5月12日 - - コレオグラファーとしてエアギターアイドル「テレパシー」の振付を担当 | -      |
| 第六世代       | kAzuki            | - 天野 一輝（アマノ カズキ） - 1985年11月9日 - - 東京大学ジャズダンスサークルFreeD 出身 - コレオグラファーとしても活動 | ○      |
| 第七世代       | すいーつ          | - 野田 裕貴（ノダ ヒロタカ） - 1988年12月13日 - - 桜美林大学演劇専修 出身 - 役者としても活動 | ○      |
| 入団希望し加入 | たわでぃ          | - 多和田任益 (タワダ ヒデヤ) - 1993年 11月5日 - - 日本芸術高等学園 出身 - 普段は、俳優として活動 | ○      |

| 旧メンバー | 旧メンバー |
| 加入世代   | 名前       |
| ---------- | ---------- |
| 第一世代   | 隆太       |
| 第一世代   | 直樹       |
| 第二世代   | 荒井       |
| 第二世代   | 鯉江       |

## チーム名の由来
2001年、今人、うめ、トシヤ、しぇーねー、隆太、ナオキの同期6人で前身となるチームを結成し、うめの名前をピックアップしチーム名を「梅」（ウメ）に。
翌年、隆太が脱退する際に彼のことを忘れないようにと「太」の字をつけて 「太梅」（フトウメ）に変更したものの、出演イベントを観に来ていた別の同期が『昨日観に行ったよ！すっごい良かったよ！なんだっけ、そう…えーーーーーっと、えーーーと………梅棒！！』と間違えたことがきっかけで「梅棒」となる。
読み方は「メ」にアクセントを付けた「ウ→メ↑ボ↓ウ→」。
最近では『他になめられない様に、ポテンシャルが計り知れない男達になろう』という意味も込めて「Un MEasured BOys」略して「UMEBO」と表記することもある。

## 作品作り
結成初期は原案から振り付けまでリーダーの今人が1人で行っていたが、2009年のJAPAN DANCE DELIGHT挑戦の頃より変化してきている。
まず、今人が作品のプロット（台本）を考えて選曲し、それを全員で練ってストーリーを固める。その後、メンバーそれぞれの得意分野を生かして振り付けを行い、最後に芝居などの細かい演出を今人がつけていく、というのが基本的な作品作りの工程。
また、現在は外部からの依頼で作品を提供する機会も増えてきており、その場合はメンバー2～3人が1作品の全行程を担当する事も多い。
毎回新作の内容や性質によって配役を決める為、梅棒には特定の主役担当メンバー（以後センター）はいない。センター担当が参加出来ない場合でも、他のメンバーが代役を務める。
梅棒の王道スタイルの特徴としてセンターにも作品内のストーリー上で対立する「表センター」と「裏センター」が存在する。その敵対関係をメインストーリーに絡めて視聴者は感情移入を促される。
メインストーリーの裏で、小ネタを含むサイドストーリーが同時に進んでいる場合が多い。

## 略歴

### 第一章 ： チーム結成 草創期
2001年（平成13年）
- 日本大学芸術学部ジャズダンスサークル「BAKUの会」にて今人、うめ、しぇーねー、トシヤ、隆太、直樹の同期6人で前身の「梅」を結成（第一世代）。今人以外はダンス未経験の中、今人が得意としていたコミカルな振付を取り入れたロックダンスで活動を開始。

2002年（平成14年）
- 隆太が脱退する際に「太」の字を付けてチーム名を「太梅」に改名。イベントを観に来ていたサークル同期の間違いがきっかけで、チーム名を現在の「梅棒」に変更。
- サークルの一学年下の後輩、つる、としょ、荒井、鯉江が加入（第二世代）。この頃より光GENJI、篠原涼子、globe、広瀬香美といったJ-POPを使用するスタイルになる。

2003年（平成15年）
- マコトが加入（第三世代）。

2004年（平成16年）
- 荒井と鯉江が脱退。

### 第二章 ： DANCE DELIGHT 挑戦期
2005年（平成17年）
- 6月、関東大学学生ダンス連盟Σ春パーティー @CLUB CITTA'（旧川崎クラブチッタ）にゲスト出演。作品は「X JAPANのRusty Nail」。J-POPを1曲まるごと使ったストーリー性の有る作品を創る梅棒スタイルが確立。
- 11月、TOKYO DANCE DELIGHT Vol.7 @CLUB CITTA'に挑戦。作品は「hide with Spread Beaverのever free」。

2006年（平成18年）
- 3月、関東大学学生ダンス連盟Σの公演「Requiem」にゲスト作品を出展。作品は「ケツメイシのさくら」。
- 6月、関東大学学生ダンス連盟Σ春パーティー @STUDIO COASTにゲスト出演。作品は「hide with Spread Beaverのever free」。
- 11月23日、TOKYO DANCE DELIGHT Vol.8 @CLUB CITTA'に挑戦、「特別賞」を受賞。作品は「Mr.Childrenの箒星」。
- 12月、関東大学学生ダンス連盟Σクリスマスパーティー @CLUB CITTA'にゲスト出演。作品は「Mr.Childrenの箒星-long version-」。
- 12月28日、THE SHOW@ZEPP OSAKAにゲスト出演。作品は「Mr.Childrenの箒星」。

2007年（平成19年）
- 6月、関東大学学生ダンス連盟Σ春パーティー @STUDIO COASTにゲスト出演。作品は「SMAPのDear WOMAN」。
- 6月、JAPAN DANCE DELIGHT Vol.14 東京予選 @CLUB CITTA'に挑戦。作品は「SMAPのDear WOMAN」。
- 9月2日、JAPAN DANCE DELIGHT Vol.14 特設ステージに出演。作品は「SMAPのDear WOMAN」。
- 11月23日、TOKYO DANCE DELIGHT Vol.9 @CLUB CITTA'に挑戦。作品は「KICK THE CAN CREWのsayonara sayonara」。
- 12月、関東大学学生ダンス連盟Σクリスマスパーティー @CLUB CITTA'にゲスト出演。作品は「KICK THE CAN CREWのsayonara sayonara」。

2008年（平成20年）
- 「Mr.Childrenの箒星」を再演。うめの代わりにTAKUYAがヘルプ参加。
- 5月、マコトが長期活動休止へ。助っ人参加していたTAKUYAが第四世代の新メンバーとして正式加入。これまで梅棒は日本大学芸術学部ジャズダンスサークル「BAKUの会」出身メンバーのみで構成されていたが、初めて外部からメンバーを迎え入れた。
- 5月3日、WRECKING CREW ORCHESTRAのツアー、WRECKING IN THE FLOOR 08'@CLUB CITTA'に出演。
- 7月5日、WRECKING CREW ORCHESTRAのツアー、WRECKING IN THE FLOOR 08'@ZEPP NAGOYA に出演。作品は「BUMP OF CHICKENの天体観測」
- 8月、関東大学学生ダンス連盟ΣOBOGイベント、ASTERISK@ATOM に出演。作品は「BUMP OF CHICKENの天体観測」。
- 9月頃、TOKYO DANCE DELIGHTに再挑戦する事を決意。うめの一言で「今度入賞出来なかったら、解散はともかく、一度梅棒の全活動を停止する」という結論に。
- 11月16日、TOKYO DANCE DELIGHT Vol.10 @CLUB CITTA'に挑戦。5位入賞し、翌年夏のJAPAN DANCE DELIGHT Vol.16 FINALへのSEED権を獲得。作品は「布袋寅泰のスリル」
- 11月23日、OSAKA DANCE DELIGHT Vol.24 @ZEPP OSAKAに挑戦。
- 12月、関東大学学生ダンス連盟Σクリスマスパーティー @CLUB CITTA'にゲスト出演。作品は「布袋寅泰のスリル」。

2009年（平成21年）
- 4月、直樹が脱退。
- 6月、JAPAN DANCE DELIGHT用の作品がほぼ出来上がった頃にTAKUYAの一言で設定やストーリーが一旦白紙に戻る。その後、BAD ENDのストーリーになりかけるも「お客さんが梅棒に求めるのはコレじゃない」といううめの一言で「いつもの梅棒らしさ」で闘う事を決意。
- 6月、BAKUの会の先輩である竜彦が第五世代の新メンバーとして正式加入。
- 7月、入団希望のKAZUYAが第五世代2人目の新メンバーとして正式加入。
- 8月22日、JAPAN DANCE DELIGHT Vol.16 @大阪市中央体育館に挑戦。ストリートダンス大会決勝の舞台でJ-POPを使用し梅棒スタイルで特別賞を獲得。[2]作品は「B'zのLOVE PHANTOM」。
- 12月、関東大学学生ダンス連盟Σクリスマスパーティー @CLUB CITTA'にゲスト出演。作品は「B'zのLOVE PHANTOM」。
- 12月27日、うめ、トシヤ、しぇーねー、としょの4人が活動休止へ。

2010年（平成22年）
- 4月16日 - 4月17日、おしゃれ紳士と合同公演を開催。[3]
- 6月、日本大学芸術学部の後輩であるHiromiが第六世代の新メンバーとして正式加入。
- 9月、2007年の TOKYO DANCE DELIGHT Vol.10 に梅棒スタイルで挑戦していたチームJazz Up The WorldからkAzukiが第六世代2人目の新メンバーとして正式加入。

### 第三章 ：Legend Tokyo挑戦期
2011年（平成23年）
- 1月28日、パパイヤ鈴木主催の「ダンス向上委員会Vol.16」に電撃チョモランマ隊、DAZZLEらと共に出演。[4]
- 8月、Legend Tokyo Chapter.1 にリメイクした「X JAPANのRusty Nail」で挑戦。映画・広告業界審査員特別賞を獲得。[5]
- 9月21日 - 9月25日、おしゃれ紳士と二度目の合同公演を開催。[6]
- 12月、WORLD WIDE DANCE COLLECTION 2011に出演。オーディエンス賞を獲得。

2012年（平成24年）
- 2月18日 - 2月19日、高襟～HAIKARA～主催の公演に「おしゃれ紳士×梅棒」として出演。[7][8]
- 4月、「The Five Show」 @北千住Theatre1010に出演。
- 5月、「LINX'S ～04（ゼロヨン）公演～」 @恵美須町 in→dependent theatre 2ndに出演。
- 6月、「15 Minutes Made Volume11」 @池袋シアターグリーン Box in Box シアターに出演。
- 7月6日、パパイヤ鈴木主催の「ダンス向上委員会Vol.17」におしゃれ紳士×梅棒として出演。[9]
- 8月2日 - 8月3日、Legend Tokyo Chapter.2に「B'zのLOVE PHANTOM」をリメイクして挑戦し、最優秀作品賞とオーディエンス賞を獲得。[10][11]審査委員長trfのSAMから賛辞を受ける。[12]
- 10月17日 - 10月21日、梅棒初の単独公演『スタンス』@池袋シアターグリーン BIG TREE THEATERにて開催。[13][14]
- 11月21日、おしゃれ紳士と三度目の合同公演を開催。[15]

### 第四章 ： エンターテインメント界 進出
2013年（平成25年）
- 5月18日 - 5月19日、DAZZLE主催の「*ASTERISK」@東京国際フォーラムに出演
- 6月、ゆずの全国ツアー「YUZU ARENA TOUR 2013 GO LAND」にパフォーマーとして出演。
- 6月、ETCダンススクール池袋校にて梅棒レッスンが開講。[16]
- 8月10日 - 8月11日、Legend Tokyo Chapter.3に出演。作品は「ゆずのREASON」。

2014年（平成26年）
- 1月23日 - 2月2日、第二回単独公演『ウチの親父が最強』東京公演@池袋 東京芸術劇場を開催。
- 2月6日 - 2月9日、『ウチの親父が最強』大阪公演@梅田 HEP HALLを開催。
- 3月7日、大阪あべのハルカスのオープニングイベントとして大阪マリオット都ホテル19階の「ライブキッチン「COOKA」」でフラッシュモブを演出。
- 4月12日 - 4月13日、『ウチの親父が最強-PARCO Edition-』追加公演@渋谷PARCO劇場を開催。
- 5月2日 - 5月4日、「オシャレ紳士と梅棒のサウンド・オブ・サイレンス」@六行会ホールを開催。
- 5月9日 - 5月11日、DAZZLE主催の「*ASTERISK」@東京国際フォーラムに出演
- 5月31日 - 9月24日、ゆずの全国ツアー「YUZU ARENA TOUR 2014 新世界」にパフォーマーとして出演。
- 7月11日 - 8月30日、GReeeeNの全国ツアー「エレグリトリカルパレードへようこそ！」にパフォーマーとして出演。[17]
- 9月18日 - 9月21日、Bugs Under Grooveと合同公演「バグズグフェスタ2 ～∞エンターテインメント　虫も歩けば棒に当たる～」@DDD AOYAMA CROSS THEATERを開催。
- 10月14日 - 11月28日、パパイヤ鈴木主催の「パパイヤ鈴木のダンスだヨ!全員集合」に出演。
- 11月20日 - 11月23日、第三回単独公演『男なら、やってやれ!!』東京公演@世田谷パブリックシアターを開催。[18][19][20][21]
- 12月12日 - 12月14日、『男なら、やってやれ!!』大阪公演@ナレッジキャピタル ナレッジシアターを開催。[22]

2015年（平成27年）
- 1月10日 - 1月11日、『男なら、やってやれ!!』福岡公演@電気ビルみらいホールを開催。[23][24]
- 1月31日 - 2月8日、マサラ・ミュージカル「ボンベイドリームス」@東京国際フォーラムに振付・出演。
- 2月、予てより全ての梅棒単独公演へ客演として参加していたすいーつが第七世代の新メンバーとして正式加入。
- 3月28日 - 3月29日、ダンス・ダンス・アジアのタイ公演に出演。[25]
- 5月30日、梅棒初のLIVEハウスイベント『UMEBOU the LIVE！』@AKIBAカルチャーズ劇場を開催。
- 6月20日、エレキコミックのやついいちろう が主催するフェス「YATSUI FESTIVAL!2015」に出演。[26]
- 7月26日、フジテレビ主催イベント「お台場夢大陸～ドリームメガナツマツリ～」内、夢大陸マイナビステージに出演。
- 8月20日 - 8月30日、第四回単独公演『クロス ジンジャー ハリケーン』東京公演@俳優座劇場を開催。梅棒メンバーのみで行う初の公演となる。
- 9月19日 - 9月23日、『クロス ジンジャー ハリケーン』大阪公演@ABCホールを開催。

2016年（平成28年）
- 1月16日 - 1月31日、第五回単独公演『OMG／風桶』@吉祥寺シアターを開催。
- 3月25日 - 4月3日、「KREVAの新しい音楽劇 最高はひとつじゃない2016 SAKURA」東京公演＠東京芸術劇場プレイハウスに振付・出演。[27]
- 4月8日 - 4月10日、「KREVAの新しい音楽劇 最高はひとつじゃない2016 SAKURA」大阪公演＠森ノ宮ピロティホールに振付・出演。
- 6月19日、エレキコミックのやついいちろう  が主催するフェス「YATSUI FESTIVAL!2016」に「梅棒と愉快な仲間たち」として出演。[28]
- 7月18日 - 8月31日、GReeeeNの10周年ツアー「んなぁしたぁぁぁ～・・・今日よりも好きになれる～♪ツアー」にパフォーマーとして出演。

## 受賞歴
- TOKYO DANCE DELIGHT Vol.8 『特別賞』
- TOKYO DANCE DELIGHT Vol.10 『5位入賞』
- JAPAN DANCE DELIGHT Vol.16 『特別賞』
- WORLD WIDE DANCE COLLECTION 2011 『オーディエンス賞』
- Legend Tokyo Chapter.1 『審査員賞』
- Legend Tokyo Chapter.2 『最優秀作品賞』、『オーディエンス賞』

## 作品

### オリジナル楽曲
| No | タイトル                     | 備考（初演イベントなど）                                                |
| -- | ---------------------------- | ----------------------------------------------------------------------- |
| 1  | 遺言                         | - 2012年10月 梅棒『スタンス』 - vo.ザンヨウコ                           |
| 2  | 大丈夫☆大成仏                | - 2012年10月 梅棒『スタンス』 - vo.ザンヨウコ                           |
| 3  | がむしゃら My Heart          | - 2013年6月『ASTERISK（2013）』                                         |
| 4  | めくるめく世界               | - 2014年1月 梅棒 2nd act『ウチの親父が最強』                            |
| 5  | がむしゃら My Heart Ver.2014 | - 2014年5月『ASTERISK（2014）』より                                     |
| 6  | I'll always be with you.     | - 2014年11月 梅棒 3rd STAGE『男なら、やってやれ!!』 - vo.ぷらちな娘。   |
| 7  | あすなろ音頭                 | - 2015年8月 梅棒 4th PLAY『クロス ジンジャー ハリケーン』 - Feat. DJ OH |
| 8  | 咲き誇れ、夜桜               | - 2016年1月 梅棒 5th WORK『風桶』 - vo. 野田裕貴・稲葉麻由子            |
| 9  | つないだテとて               | - 2016年10月 梅棒 6th OPUS『GLOVER』 - vo.梅田彩佳・大貫勇輔            |
| 10 | 青梅英雄学園校歌             | - 2017年6月 梅棒 7th ATTACK『ピカイチ！』 - vo.青梅英雄学園一同         |
| 11 | 気がつけば、ひとり。         | - 2017年6月 梅棒 7th ATTACK『ピカイチ！』                               |
| 12 | Everybody knows "JYANKEN"    | - 2017年6月 梅棒 7th ATTACK『ピカイチ！』 - vo.青梅英雄学園一同         |
| 13 | ネコダに帰ろう               | - 2018年3月 梅棒 8th SHOW『Shuttered Guy』 - vo.一色洋平・櫻井竜彦      |

### SHOW CASE
| 梅棒作品 | 梅棒作品   | 梅棒作品                     | 梅棒作品                | 梅棒作品                                                                       |
| No       | 発表       | 楽曲名                       | アーティスト名          | 備考（初演イベントなど）                                                       |
| -------- | ---------- | ---------------------------- | ----------------------- | ------------------------------------------------------------------------------ |
| 1        | 2001年     | Let Mom Sleep                | Jet Set Radio           |                                                                                |
| 2        | 2002年     | ガラスの十代                 | 光GENJI                 |                                                                                |
| 3        |            | 恋しさと せつなさと 心強さと | 篠原涼子                |                                                                                |
| 4        |            | FREEDOM                      | globe                   |                                                                                |
| 5        |            | promise                      | 広瀬香美                |                                                                                |
| 6        | 2005年6月  | Rusty Nail                   | X JAPAN                 | - 「関東大学学生ダンス連盟Σ春パーティー」 - 現在の梅棒スタイルを確立させた作品 |
| 7        |            | 拝啓、ジョン・レノン         | 真心ブラザーズ          |                                                                                |
| 8        | 2005年11月 | ever free                    | Hide with Spread Beaver | - 「TOKYO DANCE DELIGHT Vol.7」                                                |
| 9        | 2006年11月 | 箒星                         | Mr.Children             | - 「TOKYO DANCE DELIGHT Vol.8」特別賞                                          |
| 10       | 2007年6月  | Dear WOMAN                   | SMAP                    | - 「関東大学学生ダンス連盟Σ春パーティー 」                                     |
| 11       | 2007年11月 | sayonara sayonara            | KICK THE CAN CREW       | - 「TOKYO DANCE DELIGHT Vol.9」                                                |
| 12       | 2008年7月  | 天体観測                     | BUMP OF CHICKEN         | - 「WRECKING IN THE FLOOR 08'」                                                |
| 13       | 2008年11月 | スリル                       | 布袋寅泰                | - 「TOKYO DANCE DELIGHT Vol.10」5位入賞                                        |
| 14       | 2009年8月  | LOVE PHANTOM                 | B'z                     | - 「JAPAN DANCE DELIGHT Vol.16」特別賞                                         |
| 15       | 2010年4月  | Believe                      | 嵐                      | - 「オシャレ紳士インワンダーランド-不思議の国のオトコ達-」                     |
| 16       | 2010年     | 熱くなれ                     | 大黒摩季                |                                                                                |
| 17       | 2011年9月  | グレイシャルLOVE             | SIAM SHADE              | - 「オシャレ紳士と梅棒のラブ・パレード」                                       |
| 18       | 2013年     | REASON                       | ゆず                    |                                                                                |

| プロデュース作品 | プロデュース作品 | プロデュース作品       | プロデュース作品     | プロデュース作品                                                 |
| No               | 発表             | 楽曲名                 | アーティスト名       | 備考（担当メンバーなど）                                         |
| ---------------- | ---------------- | ---------------------- | -------------------- | ---------------------------------------------------------------- |
| 1                | 2006年3月        | さくら                 | ケツメイシ           | - 今人＆うめ                                                     |
| 2                | 2010年7月        | アテナ                 | abingdon boys school | - TAKUYA＆KAZUYA                                                 |
| 3                | 2011年3月        | 花は桜 君は美し        | いきものがかり       |                                                                  |
| 4                | 2011年8月        | Rusty Nail             | X JAPAN              | - つる - 「Legend Tokyo Chapter.1」映画・広告業界審査員特別賞    |
| 5                | 2012年3月        | Silent Jealousy        | X JAPAN              | - としょ                                                         |
| 6                | 2012年8月        | LOVE PHANTOM           | B'z                  | - 「Legend Tokyo Chapter.2」最優秀作品賞、オーディエンス賞       |
| 7                | 2013年1月        | ロマンス               | PENICILLIN           | - つる＆TAKUYA＆竜彦                                             |
| 8                | 2013年3月        | YELLOW YELLOW HAPPY    | ポケットビスケッツ   | - KAZUYA＆kAzuki                                                 |
| 9                | 2013年8月        | REASON                 | ゆず                 | - 「Legend Tokyo Chapter.3」前年覇者としてのレジェンドゲスト作品 |
| 10               | 2013年10月       | 言葉より大切なもの     | 嵐                   | - つる＆kAzuki                                                   |
| 11               | 2014年3月        | EDEN ～君がいない～    | Janne Da Arc         | - つる＆kAzuki                                                   |
| 12               | 2015年3月        | 1 2 3 ～恋がはじまる～ | いきものがかり       | - kAzuki＆Hiromi                                                 |

### 単独公演

#### 第一回公演 『スタンス』
- 2012年10月17日 - 10月21日 @池袋シアターグリーン BIG TREE THEATER

#### 第二回公演 2nd act『ウチの親父が最強』
- 東京公演　2014年1月23日 - 2月2日 @池袋 東京芸術劇場
- 大阪公演　2014年2月6日 - 2月9日 @梅田 HEP HALL
- PARCO Edition　2014年4月12日 - 4月13日 @渋谷 PARCO劇場

#### 第三回公演 3rd STAGE『男なら、やってやれ!!』
- 東京公演　2014年11月20日 - 11月23日 @世田谷パブリックシアター
- 大阪公演　2014年12月12日 - 12月14日 @ナレッジキャピタル ナレッジシアター
- 福岡公演　2015年1月10日 - 1月11日 @電気ビルみらいホール

#### 第四回公演 4th PLAY『クロス ジンジャー ハリケーン』
- 東京公演　2015年8月20日 - 8月30日 @俳優座劇場
- 大阪公演　2015年9月19日 - 9月23日 @ABCホール

#### 第五回公演 5th WORK『OMG/風桶』
- 2016年1月16日 - 1月31日 @吉祥寺シアター

#### 第六回公演 6th OPUS『GLOVER』
- 東京公演　2016年10月15日 - 10月23日 @東京グローブ座
- 大阪公演　2016年10月25日 - 10月27日 @森ノ宮ピロティホール

#### 第七回公演 7th ATTACK 『ピカイチ！』
- 東京公演 2017年6月23日 - 7月2日 @Zeppブルーシアター六本木
- 大阪公演 2017年7月4日 - 7月5日 @森ノ宮ピロティホール
- 福岡公演 2017年7月8日 - 7月9日 @久留米シティプラザ ザ・グランドホール
- 愛知公演 2017年7月12日 - 7月13日 @アートピアホール

#### 第八回公演 8th SHOW 『Shuttered Guy』
- 東京プレビュー公演 2018年3月28日 - 3月29日 @シアター1010
- 愛知公演 2018年3月31日 - 4月1日 @日本特殊陶業市民会館ビレッジホール
- 大阪公演 2018年4月6日 - 4月8日 @梅田芸術劇場 シアター・ドラマシティ
- 福岡公演 2018年4月12日 - 4月13日 @福岡国際会議場メインホール
- 東京凱旋公演 2018年4月18日 - 4月26日 @世田谷パブリックシアター

#### 第九回公演 9th "RE" ATTACK　『超ピカイチ！』
- 東京公演 2018年12月15日 - 12月19日 @東京グローブ座
- 大阪公演 2019年1月5日 - 1月6日 @森ノ宮ピロティホール
- 名古屋公演 2019年1月10日 - 1月11日 @アートピアホール

#### 梅棒EXTRAシリーズ『ウチの親父が最強』
- 東京公演 2019年9月5日 - 9月15日 @銀座 博品館劇場、2019年9月20日 - 9月23日 @新国立劇場 小劇場
- 福岡公演 2019年10月19日 @西鉄ホール
- 三重公演 2019年10月22日 @四日市市文化会館 第2ホール
- 大阪公演 2019年10月25日 - 10月27日 @COOL JAPAN PARK OSAKA TTホール

#### 第十回公演 10th Anniversary『OFF THE WALL』
- 2020年2月6日 - 2月16日 @こくみん共済 coop ホール（全労済ホール）／スペース・ゼロ

#### 第十一回公演 11th STAGE『ラヴ・ミー・ドゥー!!』
- 東京公演 2021年2月19日 - 2月28日 @サンシャイン劇場
- 愛知公演 2021年3月6日 - 3月7日 @ウィンクあいち
- 大阪公演 2021年3月11日 - 3月14日 @COOL JAPAN PARK OSAKA TTホール

#### dynamizeプロデュース『Fight For F』
- 東京公演 2021年5月12日 - 5月16日 @あうるすぽっと

#### 第十二回公演 12th WONDER『おどんろ』       ※ 全公演中止
- 東京公演 2021年7月30日 - 8月15日 @よみうり大手町ホール
- 大阪公演 2021年8月19日 - 8月22日 @COOL JAPAN PARK OSAKA TTホール
- 愛知公演 2021年8月28日 - 8月29日 @名古屋市芸術創造センター

#### 第十三回公演 13th “RE”WORK『風桶』
- 東京公演 2021年12月17日 - 12月30日 @本多劇場
- 大阪公演 2022年1月7日 - 1月10日 @COOL JAPAN PARK OSAKA TTホール
- 愛知公演 2022年1月20日 - 1月21日 @名古屋市芸術創造センター

#### 第十四回公演 14th WONDER『おどんろ』
- 東京公演 2022年4月8日 - 4月17日 @サンシャイン劇場
- 三重公演 2022年4月19日 @四日市市文化会館 第2ホール
- 大阪公演 2022年4月22日 - 4月24日 @COOL JAPAN PARK OSAKA TTホール
- 高知公演 2022年4月27日 @高知県立県民文化ホール オレンジホール
- 愛知公演 2022年5月7日 - 5月8日 @ウインクあいち

#### ふぉ〜ゆ〜 meets 梅棒『Only 1, not No.1』
- 東京公演 2022年7⽉6⽇ - 7⽉26⽇ @シアタークリエ
- 大阪公演 2022年7月29日 - 7月31日 @ブリーゼタワーサンケイホールブリーゼ
- 愛知公演 2022年8⽉6⽇ - 8月7日 @名古屋市公会堂

#### 第十五回公演 15th “RE”PLAY『シン・クロス ジンジャー ハリケーン』
- 東京公演 2022年11月18日 - 11月27日 @サンシャイン劇場
- 愛知公演 2022年12月3日 - 12月4日  @名古屋市芸術創造センター
- 大阪公演 2022年12月8日 - 12月10日 @COOL JAPAN PARK OSAKA TTホール

第十六回公演 16th showdown『 曇天ガエシ』
- 東京公演 2023年3月10日 - 3月12日 @なかのZERO大ホール
- 東京公演 2023年3月16日 - 3月22日 @新国立劇場中劇場
- 大阪公演 2023年3月31日 - 4月2日 @森ノ宮ピロティホール
- 愛知公演 2023年4月8日 - 4月9日 @日本特殊陶業市民会館ビレッジホール

#### 遠山ドラマティア『C'est Promis』
- 東京公演 2023年10月5日 - 10月15日 @こくみん共済 coop ホール／スペース・ゼロ

#### 第十七回公演 17th Mystery『花婿は迷探偵 -THE FINAL-』
- 東京公演 2023年12月22日 - 12月31日 @本多劇場
- 大阪公演 2024年1月12日 - 1月14日 @サンケイホールブリーゼ
- 愛知公演 2024年1月20日 - 1月21日 @長久手市文化の家 森のホール

#### 第十八回公演 18th "RE"SHOW『シャッター・ガイ』
- 東京公演 2024年6月21日 - 7月7日 @IMM THEATER
- 大阪公演 2024年7月12日 - 7月15日 @梅田芸術劇場シアター・ドラマシティ
- 愛知公演 2024年7月28日 @東海市芸術劇場

#### 第十九回公演 19th GIFT『クリス、いってきマス!!!』
- 東京公演 2024年12月1日 - 12月15日 @サンシャイン劇場
- 大阪公演 2024年12月20日 - 12月22日 @COOL JAPAN PARK OSAKATTホール
- 愛知公演 2024年12月26日 - 12月27日 @ウインクあいち

#### 遠山ドラマティア『illuminaTe The Room』
- 東京公演 2025年4月25日 - 5月18日 @シアターグリーン BIG TREE THEATER

#### ふぉ〜ゆ〜 meets 梅棒『Only 1, not No.1』[29]
- 東京公演 2025年7⽉13⽇ - 8⽉3⽇ @シアタークリエ
- 愛知公演 2025年8⽉9⽇ - 8⽉10⽇ @岡谷鋼機名古屋公会堂

#### 第二十回公演
- 東京公演 2025年11月8日 - 11月24日 @サンシャイン劇場
- 愛知公演 2025年11月29日 - 11月30日 @ウインクあいち
- 大阪公演 2025年12月5日 - 12月7日 @COOL JAPAN PARK OSAKATTホール

### 合同公演・舞台
- 2010年4月16日 - 4月17日 『オシャレ紳士インワンダーランド-不思議の国のオトコ達- ～おしゃれ紳士meets梅棒～』
@アサヒ・アートスクエア
- 2011年9月21日 - 9月25日 『オシャレ紳士と梅棒のラブ・パレード』
@笹塚ファクトリー
- 2012年2月18日 - 2月19日 高襟～HAIKARA～ VS おしゃれ紳士×梅棒「Maneater VS Dandyism」公演内プログラム『オシャレ紳士と梅棒のメゾン・ドゥ・ショコラティエ Ver.アル・カポネ』
@BankART Studio NYK
- 2012年11月21日 『オシャレ紳士と梅棒のシャレード・ビフォア・クリスマス』
@青山円形劇場
- 2014年5月2日 - 5月4日 『オシャレ紳士と梅棒のサウンド・オブ・サイレンス』
@六行会ホール
- 2014年9月18日 - 9月21日 『バグズグフェスタ2 ～∞エンターテインメント　虫も歩けば棒に当たる～』
@DDD AOYAMA CROSS THEATER

### 振付
- 2017年『キューティ・ブロンド（東宝版）』

## 出演

### テレビ
- スクールライブショー（2014年2月21日、NHK Eテレ）[30][31]
- SOLD OUT!（2014年3月16日、CSテレ朝チャンネル1）[32]
- ジャパカル（2014年、Dlife - BS-23ch）今人、TAKUYA、KAZUYA
- トライブクルクル（2015年7月19日、メ～テレ・テレビ朝日系列）

### ラジオ
- 2013年1月 『TOKYO DANCE PARK / InterFM』今人、kAzuki
- 2013年12月 『TOKYO DANCE PARK / InterFM』今人、うめ、KAZUYA
- 2014年11月 『TOKYO DANCE PARK / InterFM』今人
- 2015年1月 『TENJIN UNITED / LOVE FM』KAZUYA、Hiromi
- 2015年6月12日 - 9月25日『DJ OH presents Cross Ginger Hurricane / TwitCasting 』DJ OH
- 2015年10月2日 - 『梅棒 the Radio / TwitCasting 』TAKUYA、うめ